# أغوستينا سولانو
أغوستينا سولانو (بالإسبانية: Agustina Solano)‏ هي لاعب هوكي الحقل تشيلية، ولدت في 5 أبريل 1995 في تشيلي.